# Ietje Paalman-de Miranda
Aïda Beatrijs Paalman-de Miranda (* 20. Februar 1936 in Paramaribo, Suriname, Südamerika; † 11. Mai 2020) war eine surinamisch-niederländische Mathematikerin und Hochschullehrerin. Sie war 1980 erste weibliche ordentliche Professorin an der Universiteit van Amsterdam.

## Leben und Werk
Paalman-de Miranda zog 1953 von Suriname in die Niederlande, um an der Universiteit van Amsterdam Mathematik zu studieren. Sie war die einzige Frau an der Fakultät und schloss 1960 ihr Studium mit einem Master mit Auszeichnung ab. Sie heiratete den Apotheker Dolf Paalman, mit dem sie drei Kinder bekam. 1964 promovierte sie bei dem Topologen Johannes de Groot mit der Dissertation: Topologische Halbgruppen. 1966 wurde sie außerordentliche Professorin für Algebra und Topologie an der Universiteit van Amsterdam, 1967 Professorin für Reine Mathematik und 1980 die erste weibliche ordentliche Professorin für Reine Mathematik in Amsterdam. 1997 wurde sie ehrenvoll mit einem Kolloquium an der Universiteit van Amsterdam in den Vorruhestand entlassen.

## Veröffentlichungen (Auswahl)
- Topological Semigroups. Mathematical Center Tracts, 11 Mathematisch Centrum, Amsterdam 1964.